# Воля-Любецька (Малопольське воєводство)
Воля-Любецька (пол. Wola Lubecka) — село в Польщі, у гміні Риглиці Тарновського повіту Малопольського воєводства.
Населення — 862 особи (2011).
У 1975-1998 роках село належало до Тарновського воєводства.

## Демографія
Демографічна структура станом на 31 березня 2011 року:
|          | Загалом | Допрацездатний вік | Працездатний вік | Постпрацездатний вік |
| -------- | ------- | ------------------ | ---------------- | -------------------- |
| Чоловіки | 440     | 118                | 281              | 41                   |
| Жінки    | 422     | 100                | 233              | 89                   |
| Разом    | 862     | 218                | 514              | 130                  |